# Tuyến 4 (Đường sắt đô thị Thành phố Hồ Chí Minh)
Tuyến 4 là một tuyến metro (đường sắt đô thị) thuộc hệ thống Đường sắt đô thị Thành phố Hồ Chí Minh. Hiện tại dự án đang trong quá trình kêu gọi đầu tư.
Tuyến vận chuyển hành khách xuyên tâm dọc theo các khu dân đông đúc nhất của Thành phố, qua khu vực Bến Thành theo trục Bắc Nam.
Dự án bao gồm 4 giai đoạn xây dựng:
- Giai đoạn 1A: Ga Công viên Gia Định – Ga Hoàng Diệu (Quận 4), bao gồm depot tại Công viên Gia Định (Chiều dài khoảng 6,375 km).
- Giai đoạn 1B: Ga Công viên Gia Định – Ga Thạnh Xuân, Quận 12 (Chiều dài khoảng 6,975 km).
- Giai đoạn 1C: Ga Hoàng Diệu- Ga Phước Kiển (Chiều dài khoảng 6,975 km).
- Giai đoạn 2: Ga Phước Kiển – Ga bến tàu Hiệp Phước (Chiều dài khoảng 17,35 km).

## Hướng tuyến
Tuyến 4 có điểm đầu tại Thạnh Xuân - Hà Huy Giáp - Nguyễn Oanh - Nguyễn Kiệm - Phan Đình Phùng - Hai Bà Trung - Bến Thành - Nguyễn Thái Học -Tôn Đản - Nguyễn Hữu Thọ - Khu đô thị Hiệp Phước
Tuyến 4 đi qua các Quận 12, Quận Gò Vấp, Quận Phú Nhuận, Quận 3, Quận 1, Quận 4, Quận 7 và huyện Nhà Bè.

## Nhà ga
Toàn tuyến có 14 ga ngầm và 18 ga trên cao.
| Tên ga               | Khoảng cách     | Khoảng cách      | Tuyến trung chuyển                   | Vị trí         | Vị trí       |
| Tên ga               | Giữa các nhà ga | Từ ga Thạnh Xuân | Tuyến trung chuyển                   | Quận/Huyện     | Phường/Xã    |
| -------------------- | --------------- | ---------------- | ------------------------------------ | -------------- | ------------ |
| Thạnh Xuân           | -               | 0.0              | Tuyến Sài Gòn - Cần Thơ              | Quận 12        | Thạnh Xuân   |
| Giao Khẩu            | 1.1             | 1.1              |                                      | Quận 12        | Thạnh Xuân   |
| Ngã 4 Ga             | 0.8             | 1.9              |                                      | Quận 12        | Thạnh Lộc    |
| An Lộc               | 0.8             | 2.7              |                                      | Quận 12        | Thạnh Lộc    |
| An Nhơn              | 1.3             | 4.0              |                                      | Quận Gò Vấp    | Phường 17    |
| Lam Sơn              | 0.8             | 4.8              |                                      | Quận Gò Vấp    | Phường 17    |
| Ngã 6 Gò Vấp         | 1.2             | 6.0              | Monorail 3 BRT04 BRT06               | Quận Gò Vấp    | Phường 3     |
| Bệnh Viện 175        | 0.9             | 6.9              |                                      | Quận Gò Vấp    | Phường 3     |
| Công Viên Gia Định   | 0.7             | 7.6              | Tuyến Bắc - Nam (ga Gò Vấp) Tuyến 4B | Quận Gò Vấp    | Phường 3     |
| Ngã 4 Phú Nhuận      | 1.4             | 9.0              | Tuyến 5                              | Quận Phú Nhuận | Phường 3     |
| Cầu Kiệu             | 1.0             | 10.0             |                                      | Quận Phú Nhuận | Phường 2     |
| Công Viên Lê Văn Tám | 0.9             | 10.9             |                                      | Quận 1         | Đa Kao       |
| Hồ Con Rùa           | 0.7             | 11.6             | Tuyến 3B                             | Quận 3         | Võ Thị Sáu   |
| Bến Thành            | 1.7             | 13.3             | Tuyến 1 Tuyến 2 Tuyến 3A BRT01       | Quận 1         | Phạm Ngũ Lão |
| Hoàng Diệu           | 1.6             | 14.9             |                                      | Quận 4         | Phường 6     |
| Tôn Đản              | 0.8             | 15.7             |                                      | Quận 4         | Phường 4     |
| Nguyễn Thị Thập      | 1.5             | 17.2             |                                      | Quận 7         | Tân Hưng     |
| Nguyễn Văn Linh      | 1.4             | 18.6             | Monorail 2 BRT02                     | Quận 7         | Tân Phong    |
| Phước Kiểng          | 1.4             | 20.0             |                                      | Huyện Nhà Bè   | Phước Kiểng  |
| Vĩnh Phước           | 1.0             | 21.0             |                                      | Huyện Nhà Bè   | Phước Kiểng  |
| Phạm Hữu Lầu         | 1.8             | 22.8             |                                      | Huyện Nhà Bè   | Phước Kiểng  |
| Kho B                | 1.2             | 24.0             |                                      | Huyện Nhà Bè   | Nhơn Đức     |
| Long Kiểng           | 1.0             | 25.0             |                                      | Huyện Nhà Bè   | Long Thới    |
| Bà Chiêm             | 1.3             | 26.3             |                                      | Huyện Nhà Bè   | Long Thới    |
| Long Thới            | 1.0             | 27.3             |                                      | Huyện Nhà Bè   | Long Thới    |
| Rạch Dơi             | 1.4             | 28.7             |                                      | Huyện Nhà Bè   | Long Thới    |
| Hiệp Phước           | 1.3             | 30.0             |                                      | Huyện Nhà Bè   | Hiệp Phước   |
| Công Viên Thể Thao   | 1.4             | 31.4             |                                      | Huyện Nhà Bè   | Hiệp Phước   |
| Bệnh Viện Quốc Tế    | 1.0             | 32.4             |                                      | Huyện Nhà Bè   | Hiệp Phước   |
| Thị Trấn Hiệp Phước  | 1.0             | 33.4             |                                      | Huyện Nhà Bè   | Hiệp Phước   |
| Công Viên Cây Xanh   | 1.0             | 34.4             |                                      | Huyện Nhà Bè   | Hiệp Phước   |
| Bến Tàu Hiệp Phước   | 1.3             | 35.7             |                                      | Huyện Nhà Bè   | Hiệp Phước   |

## Khu vực Depot
Ga Depot của tuyến 4 sẽ được xây dựng tại phường Thạnh Xuân, Quận 12 rộng 24,93 ha và tại xã Hiệp Phước, huyện Nhà Bè rộng 21,28 ha.
Ngoài ra còn có một ga depot mini đặt tại công viên Hoàng Văn Thụ, quận Tân Bình có diện tích 2 ha.